# Karim Khudsiani
Karim Khudsiani (en persa: کریم خودسیانی‎) es un guionista, presentador de televisión y actor iraní.

## Carrera
Con experiencia en diferentes áreas del cine, siguió la escritura de guiones como su profesión principal.

### Como escritor
- Saye roshan 2011 (serie)[4]
- Ba ejaze bozorgtarha 2009 (serie)[5]
- Término (serie)[6]
- Tajrobe haye aghaye khoshbakht (serie)[7]
- Labkhande bedune lahje (serie)[8]
- Siliye Shirin[9]
- Ta madare 10 daraje 2015[10]
- Chocolate 2017[11]
- Katyusha 2018[12]

### Como presentador
- Simaye Khanevade[6]
- Saate Sheni[13]
- Emrouz hanouz tamoum nashode[14]

### Como actor
- Secret government (dolate makhfi)[15]
- Hamchon sarv[16]
- Khastegaran[17]